# 小峰一浩
小峰 一浩（こみね かずひろ、1977年（昭和52年） - ）は、日本の栃木県芳賀郡益子町の「益子焼」の製陶業「有限会社 小峰窯」の3代目となる代表取締役社長である。
小峰窯では陶芸教室も営んでおり、「陶芸インストラクター」としても活動している。

## 来歴
1977年（昭和52年）、栃木県芳賀郡益子町に生まれる。
祖父の代から続く「小峰窯」の子として生まれ、幼い頃から遊びがてら粘土いじりをしながら育った。
両親は「小峰窯」を継ぐようには強制はしなかった。そっと見守ってくれていたのだろう、と小峰は語る。
それでも高校生の時には跡を継ぐ意思を決め、1996年（平成8年）に栃木県立真岡高等学校を卒業し、1998年（平成10年）に西武文理情報短期大学を卒業、1999年（平成11年）に「栃木県窯業指導所」（現在の「栃木県産業技術センター 窯業技術支援センター」）伝習生を修了した後、
同年、小峰窯に入社、20歳過ぎにはプレッシャーを感じながらも「小峰窯」3代目となった。そして小峰窯で作陶の仕事の傍ら、小峰窯の陶芸教室の講師も務めていた。
「伝統工芸士」という制度や名称は聞いてはいたが、製陶業や陶芸教室を営む自分には「陶芸家」同様、縁の無い肩書きだと思っていた。そんなある時、伝統工芸士の試験が行われる事を知り、知り合いに受験を勧められた。
自分は陶芸家ではない、という負い目はあった。けれども子どもたちに益子焼の歴史や作り方を教えるうちに「伝えること」の面白さを感じ始めた。そして「伝統工芸士は技法を後世に伝えていく仕事」であり「自分もそういう立場にある」と思い直し、伝統工芸士になることを決め、認定試験を受けることにした。
2014年（平成26年）3月26日、益子焼の伝統継承者の若返りを図るために、実に18年ぶりに試験が実施され、5名のうちの1人として、そして当時の「益子焼の陶芸家」のなかでは最年少で、大塚信夫（象嵌てん）、大塚一弘（清窯）、大塚雅淑（健一窯）、萩原芳典（萩原製陶所）と共に、国から益子焼伝統工芸士に認定された。小峰は「年も若く経験も浅いが、先輩方の胸を借りながら頑張りたい」と決意を述べた。またこの5名は栃木県の「益子焼伝統工芸士」にも認定されている。
こうして小峰は新たに認定された5人の、そして当時合わせて14人いた伝統工芸士の中でも異色の、製陶業者であるのと同時に、観光客や子どもたちに陶芸指導を行う「益子焼伝統工芸士の陶芸インストラクター」となった。
伝統工芸士となっても日常は変わらず、作陶の仕事をこなしながら、小峰窯の陶芸教室で陶芸の指導を行っている。そして陶芸体験の客も、小峰が益子焼伝統工芸士であることを気付く事はないという。
また陶芸教室の客からの要望に応え独自の釉薬を開発し、現在では小峰窯の陶芸教室の作品完成用に15種類の釉薬が選べるようになっている。
そして「陶芸を知らない人に陶芸に興味を持って欲しい」「陶芸の世界に入って欲しい」という使命感と願いを持ちながら、陶芸を教えた子どもたちが、将来、陶芸家になるために益子に戻ってきてくれたなら、と願っていながら、「益子焼の魅力」を伝え広めている。

## 参考資料
- 栃木県立博物館 編『第120回企画展 とちぎの技・匠』栃木県立博物館〈とちぎ版文化プログラム リーディングプロジェクト事業〉、2018年4月28日、38-39,96頁。 NCID BB26220229。国立国会図書館サーチ：R100000002-I029053173, R100000001-I36111110205040。